# Piątek 13-ego (album)
Piątek 13-go – drugi album studyjny polskiego rapera Kaena. Wydawnictwo ukazało się 14 lutego 2014 roku nakładem wytwórni muzycznej Prosto.
Cały album został wyprodukowany przez IVE z wyjątkiem utworu „Ona” autorstwa Donatana. Z kolei wśród gości znaleźli się: Brahu, Temate, Satyr, Parzel, Kizo, Rufuz, Gosia Kutyła, Bezczel, Bosski Roman, Peja, Cheeba, Wdowa, Kroolik Underwood, Juras, Kaz, ZWR oraz Beny.
13 stycznia 2016 roku płyta uzyskała w Polsce certyfikat platynowej.

## Lista utworów
Opracowano na podstawie materiału źródłowego.
| CD 1 1. „Intro” 2. „Piątek 13-go” 3. „Biały śmieć” 4. „Pitbull” 5. „Kartka z pamiętnika” 6. „K-toś n-ieobliczalny (porshe KaeN)” 7. „Bejbi K'naga Skit I” 8. „Mów mi D.ave” 9. „Miałaś tu być” 10. „Dawaj z nami” 11. „Ballada o Dawidzie Starejki” 12. „Nie rozumiem fenomenu” 13. „Psychol” |  | CD 2 1. „Każdy kolejny krok” (gościnnie: Brahu) 2. „Patrzą na ręce” (gościnnie: Temate, Satyr, Parzel, Kizo, Rufuz) 3. „Mimo wszystko” (gościnnie: Gosia Kutyła) 4. „Setki kilometrów” (gościnnie: Bezczel, Bosski Roman) 5. „Nie ma miejsca” (gościnnie: Peja) 6. „Zbyt wiele” (gościnnie: Cheeba, Wdowa) 7. „Bejbi K'naga Skit II” 8. „Muszę iść” (gościnnie: Kroolik Underwood) 9. „Spójrz w lustro” (gościnnie: Juras) 10. „Ona” (gościnnie: Kaz) 11. „Zwyrodnialcy” (gościnnie: ZWR, Beny) 12. „Do przodu” 13. „Outro” |